# Leucania cortii
Leucania cortii är en fjärilsart som beskrevs av Krüger. Leucania cortii ingår i släktet Leucania och familjen nattflyn. Inga underarter finns listade i Catalogue of Life.